# 北韓—馬達加斯加關係
北韓－馬達加斯加關係（法語：Relations entre la Corée du Nord et Madagascar、朝鲜语：／）是指朝鲜民主主义人民共和国与馬達加斯加两國从古至今的政权与人民间的关系。

## 歷史
北韓於1972年11月16日與馬達加斯加建立正式外交關係。此前，在第一共和國時期的馬達加斯加，即馬爾加什共和國，因在經濟和政治上都與法國等西方集團國家保持著強烈的聯繫，未承認朝鮮民主主義人民共和國，而是在1962年與大韓民國建交。

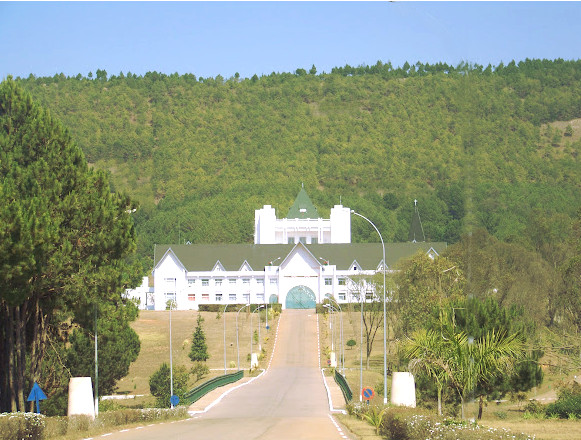
亞沃羅哈宮

北韓亦於建交不久後在馬達加斯加首都塔那那利佛開設了大使館，隨著實行社會主義、並在政治路線上向東方集團看齊的馬達加斯加民主共和國的成立，兩國關係加溫，但馬達加斯加與韓國的關係則因此一度跌入谷底。北韓的萬壽臺海外開發會社亦无偿幫助馬達加斯加建造了新總統府亞沃羅哈宮、以及一些农田水利设施。并得到了当地民众的高度评价。北韓駐馬達加斯加的大使館則運營至2002年裁撤為止。